# Peucedanum camerunense
Peucedanum camerunense är en flockblommig växtart som beskrevs av Jacq.-fel. Peucedanum camerunense ingår i släktet siljor, och familjen flockblommiga växter. Inga underarter finns listade i Catalogue of Life.